# 2024年加利福尼亞州3號提案
3號提案（英語：Proposition 3，專有名詞縮寫），是美國加利福尼亞州於2024年11月5日通過的一次公投，提案訴求確認婚姻為基本權利，認可同性伴侶婚姻
。

## 關聯條目
- 2008年加利福尼亚州8号提案